# ایگور ویهروز
ایگور ویهروز (به انگلیسی: Igors Vihrovs) ژیمناست زادهٔ ۶ ژوئن ۱۹۷۸ میلادی اهل کشور لتونی است.